# Символіка антирадянських російських національних формувань Другої світової війни
Під час Німецько-радянської війни 1941—1945 років існувала низка національних російських військових формувань, що воювали на боці нацистської Німеччини проти СРСР (зокрема Російський корпус, РОА, КОНР, Козачий Стан, 1-а російська національна армія (1-а РНА)). Усі вони мали власну символіку, обмундирування та розпізнавальні знаки, переважно використовували історичні російські національні символи.

## Обмундирування та розпізнавальні знаки
Добровольці допоміжної служби («гіві»), що з'явилися в німецьких частинах з перших днів війни, не мали встановленої форми одягу і мали червоноармійське обмундирування або цивільний одяг. Перший час, щоб відрізняти добровольців, що билися у складі вермахту від солдатів Червоної армії, використовувалися білі пов'язки на обох рукавах обмундирування. Приналежність до німецької армії позначалася нарукавними пов'язками із зображенням тактичного знака дивізії, у складі якої вони служили, чи з печаткою військової частини. Цифри могли бути також нашиті на головний убір. Наказом від 1 жовтня 1941 року було встановлено єдиний зразок нарукавної пов'язки — білого кольору з написом три рядки: «Im Dienst der Deutschen Wehrmacht» («На службі німецьких збройних сил»). Допускалися будь-які способи виготовлення та шрифт. Для добровольців, які перебували на службі у частинах військ СС, вводилася така ж пов'язка з написом «Im Dienst der Waffen-SS» («На службі військ СС»). Жінки-добровілиці (санітарний та господарський персонал) носили цивільний одяг та жовту пов'язку на лівому рукаві з вишитим написом «Deutsche Wehrmacht» («Німецькі збройні сили»), передбачений для жіночого допоміжного персоналу вермахту. Для перекладачів наказом від 24 грудня 1941 року було встановлено пов'язку з написом «Sprachmittler-Dolmetscher» («перекладач»).
У місцевих допоміжних формуваннях ротної і батальйонної ланки, що з'явилися навесні 1942 року, задіяних в основному на охоронній службі, використовувалося радянське або старе німецьке умундирування зі споротими відзнаками. У деяких таких формуваннях приватним порядком запроваджувалися відмітні знаки, наприклад, стрічки кольорів російського національного прапора, які нашивались на головні убори та нарукавні пов'язки.
Незабаром після створення Російської визвольної армії були розроблені її символіка та відзнаки для особового складу. Газета «Доброволець» 4 квітня 1943 року опублікувала зразки та опис цих знаків, що включали:
1. нарукавну емблему у вигляді щитка темно-зеленого кольору із синім андріївським хрестом на білому полі з червоною окантовкою та жовтими літерами «РОА» у верхній частині щитка;
2. овальну синьо-червону кокарду;
3. темно-зелені петлиці з поздовжньою смужкою та гудзиком, зі срібним кантом для офіцерів та золотим для генералів;
4. темно-зелені погони з червоним кантом, з білими суконними личками для унтер-офіцерів, з червоними просвітами та золотистими зірочками для офіцерів і з золотим зигзагоподібним галуном для генералів.

## Прапори та емблеми

Нарукавний щиток РОА являє собою Семенів хрест ; поєднує білий, синій та червоний національні кольори, але не містить послідовних смуг аналогічно смугам прапора

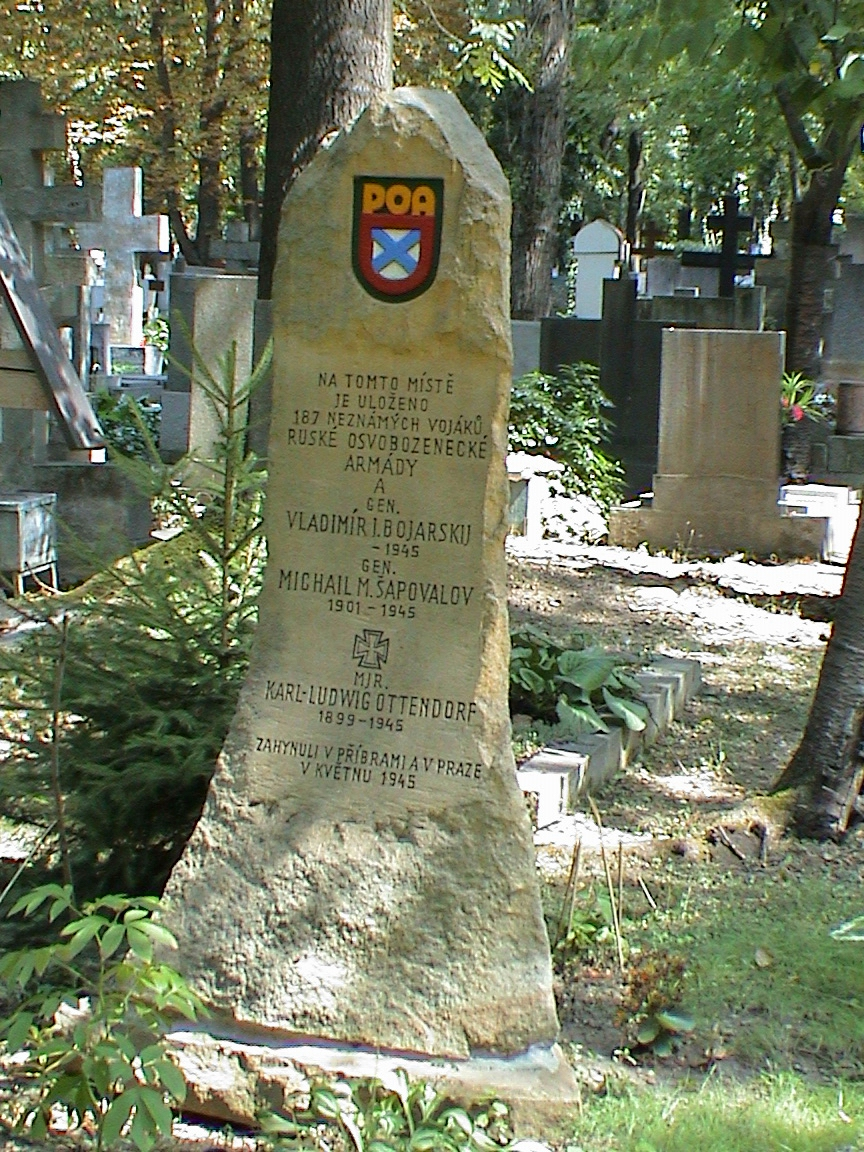
Емблема у вигляді Семенового прапора на братській могилі воїнів РОА, які загинули 1945 року. Ольшанський цвинтар у Празі.

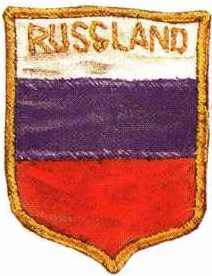
Один із варіантів нарукавного знака "Особливої дивізії генерала Семенова «, 1943 рік

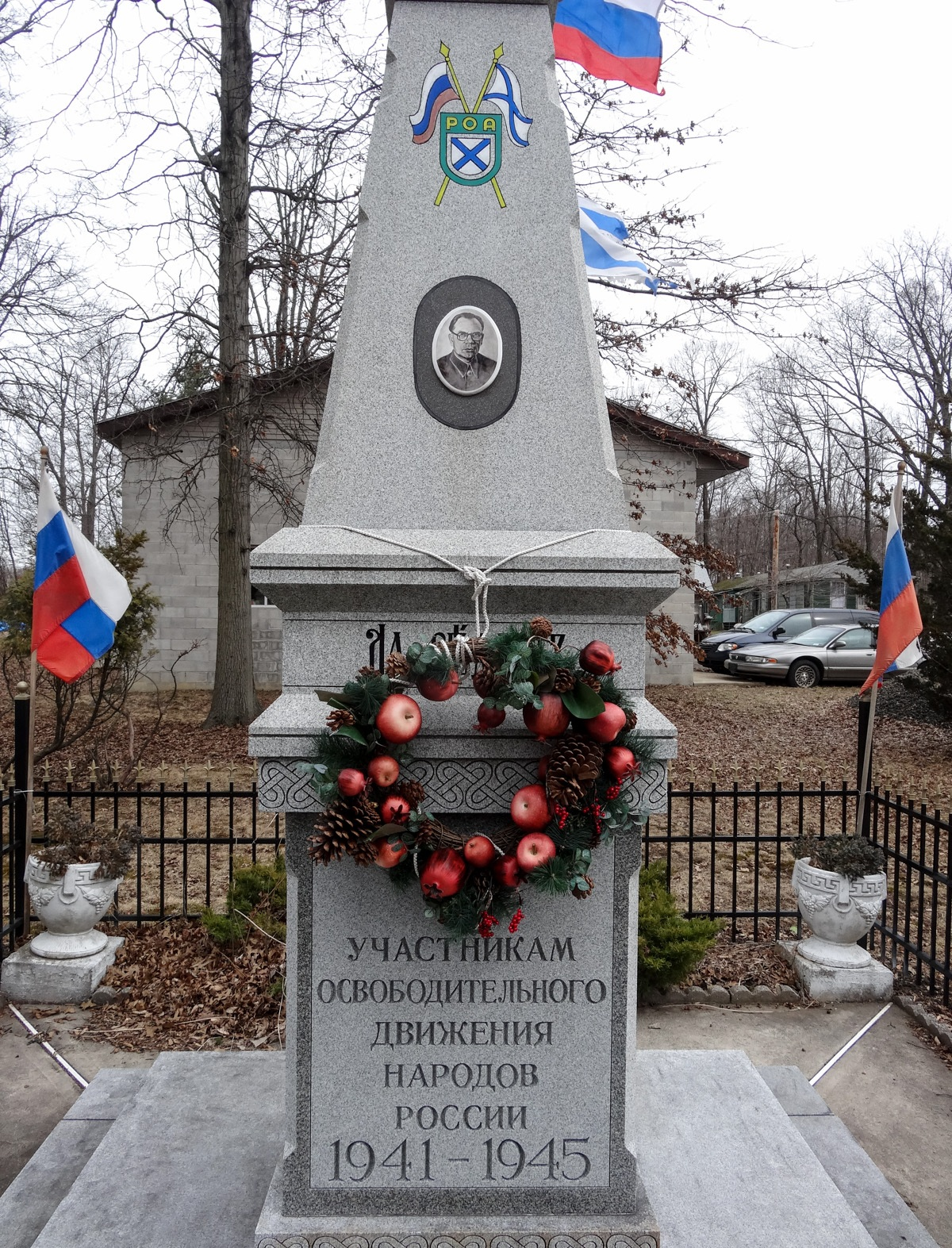
Меморіал А. А. Власову та бійцям РОА на цвинтарі Новодівіївського жіночого російського православного монастиря у Нью-Йорку

При формуванні російськомовних військових підрозділів були спроби використання в емблематиці триколору, двоголового орла, білого, синього та червоного кольорів, що було заборонено німецьким командуванням :
Поступово всі так звані національні військові частини у складі німецької армії отримали значки з національними кольорами своїх народів. Тільки найбільшому народу — російському — було відмовлено. Це питання вимагало свого вирішення. Але й тут виникли проблеми. Історичні російські національні кольори — білий-синій-червоний — були під забороною».
Є посилання на те, що в РОА «прапор з орлом і біло-синьо-червоним кольором» були раніше відкинуті А. Розенбергом (уповноваженим у справах окупованих східних територій), якому, між тим, «сподобався синій Андріївський хрест на білому тлі, задуманий у вигляді невеликого щитка на червоному прапорі» (один із проектів "відповідав навіть колишньому прапору будинку Романових ", але був відкинутий).

### Андріївський прапор
У зв'язку з цим, головним російським національним символом, що використовувався у власівській Російській визвольній армії, став не біло-синьо-червоний, а Андріївський прапор, що з'явився на нарукавних емблемах РОА :
«До розробки символіки було залучено російського художника А. Н. Родзевича. Він зробив дев'ять ескізів, на всіх із яких переважали кольори старого російського прапора — білий, синій і червоний. Ескізи надійшли на схвалення до Імперського міністерства у справах окупованих східних територій. Розенберг особисто перекреслив усі дев'ять, після чого ескізи повернулися назад, викликавши гірку ремарку Власова: „Я так і залишив — російський прапор, перекреслений німцями зі страху перед ним“. Тоді Малишкін запропонував використовувати Андріївський хрест, і ескіз, у результаті отримав схвалення Розенберга, був синій Андріївський хрест на білому полі. Розенберг, мабуть, не знав, що прапор із цим хрестом служив прапором царського військово-морського флоту».
Над табором Дабендорф, у якому відбувалося формування російських з'єднань у 1943 році, поруч із німецьким прапором розташовувався Андріївський прапор, що підтверджено документальними фотографіями. Також Андріївський хрест використовувався у пропагандистській пресі РОА.

Питання з приводу уточнення символіки руху порушувалося в емігрантському журналі "Вартовий «, у 1947 році було опубліковано статтю (автор — майор В. Книрша):
„При зародженні РОД і РОА у А.Власова та його соратників постало питання — який буде у нас прапор, коли ми підемо в бій з більшовизмом? І після обговорення цього питання, а треба заявити, що в обговоренні брали участь і генерали та офіцери Імператорського Флоту, вирішено було взяти як символ Батьківщини, Честі та Свободи і як прапор Російського Визвольного Руху та Російської Визвольної Армії не триколірний Російський прапор. Цей прапор був введений у всіх російських частинах, що боролися з більшовизмом, і цей прапор майорів у цитаделі РОА в Дабендорфі протягом 2-х років і в натуральну величину…“
Зокрема, наголошується:
„Тоді російські люди мали питання, як перемогти комунізм, і обов'язково зі своїм російським прапором, а не з німецьким. Але, щоб не дати в руки більшовицькій пропаганді козир, що російський триколірний прапор є царським прапором, а звідси РОА та власівці за реставрацію Росії тощо. - вирішено було запровадити як національний російський прапор у Визвольній Армії — Андріївський прапор“.

### Біло-синьо-червоний прапор

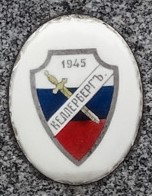
Пам'ятний знак Російського корпусу

Тим не менш, використання біло-синьо-червоного прапора мало місце в окремих випадках, головним чином в білоемігрантському середовищі. Наприклад, під час параду РОА у Пскові 22 червня 1943 (прапор ніс білоемігрант Г.). П. Ламсдорф).

Також біло-синьо-червоний трисмуговий прапор використовувався при створенні Російської Національної Народної Армії в березні 1942, що складається головним чином з білоемігрантів, що описується в книзі полковника Білої армії і повного Георгіївського кавалера К. Г. Кроміаді — За землю, за волю! », який брав безпосередню участь у її створенні:
«Для кокарди головного убору було взято кольори російського національного прапора — біло-синьо-червоний. Через відсутність відповідного матеріалу вони робилися з матерії та картону. Звичайно, і прапор наш був біло-синьо-червоний. Цим прапором не з примусу, а добровільно обзавелися всі наші роти та команди. […] Коли рота з російським національним триколірним прапором і з піснею вийшла на головну вулицю міста, її миттю обступила спочатку дітлахи, а потім і дорослі. […] А коли роту розпустили і солдати розбрелися по магазинах за покупками, в російських магазинах мало того, що відмовлялися брати з них гроші, але й пхали їм у руки товари, які вони й не мали наміру купити. […] На ознаменування нашої появи в Стремутці з першого ж дня нашого прибуття перед казармою на високій щоглі було піднято російський національний біло-синьо-червоний прапор […]»
РННА проіснувала дуже недовго, вже у серпні 1942 року німці вирішили усунути емігрантів, на чолі були поставлені колишні радянські військові. Чисельність армії зросла, але після кількох конфліктів з німцями вона була оточена есесівською дивізією, роззброєна та розформована, частина людей при цьому пішла до партизанів.
Ситуація змінилася після оформлення Комітету визволення народів Росії в листопаді 1944, коли до складу РОА була включена частина РННА, що залишилася, і були налагоджені контакти з Російським корпусом, який також став вважати себе частиною РОА на початку 1945. Номінально офіційним символом КОНР був Андріївський прапор, цей же прапор був присутній на засіданні Празького маніфесту, але було зафіксовано й низку випадків, що підтверджують також використання біло-синьо-червоного прапора згодом, зокрема, на засіданні в Ризі в 1944 році, хоча в агітдруку як і раніше, використовувався Андріївський прапор.
Єдиними відмітними знаками військовослужбовців ВС КОНР служили емблема РОА, що носилася на правому рукаві, і синьо-червона кокарда, причому на відміну від інших російських частин у складі вермахту, у ВС КОНР нарукавний знак був перенесений на правий рукав мундира. 10 лютого 1945 року генерал Власов віддав наказ про зняття з мундирів та головних уборів німецького орла. Цей наказ повторював розпорядження Верховного головнокомандування вермахту від 2 березня 1945 (яке виводило РОА зі складу німецьких збройних сил).
Використання біло-синьо-червоного трисмугового прапора зафіксовано на вишикуванні солдатів РОА у Мюнзінгені 16 лютого 1945 року. Цей епізод докладно описаний у Й. Хоффманна в його «Історії власівської армії», зокрема зазначається, що в той день «піднявся російський національний прапор, який одночасно був піднятий у всіх місцях розквартирування РОА», а на вишикуванні солдати «почали здирати з форм німецьких орлів».
Колишніми камінцами, що служили в рядах 1-ї дивізії РОА, використовувався щиток з чорним хрестом Георгіївським на білому полі і жовтими літерами «КОНР» — видозмінена емблема РОНА.
Лише з травня 1945 року (за кілька днів до кінця війни) можна говорити про те, що солдати РОА дійсно повсюдно стали використовувати біло-синьо-червоний трисмуговий прапор, у тому числі в бойових зіткненнях з вермахтом. За свідченням Й. Хоффмана: «У ніч на 6 травня дивізійний штаб та представники групи „Бартош“ розподілили цілі атаки у Празі. Оскільки солдати 1-ї дивізії були у німецькій формі, їх вирішили забезпечити триколірними — біло-синьо-червоними — прапорами».
7 травня 1945 року, разом із чехословацькими ополченцями, 1-а дивізія РОА під командуванням генерала Буняченко вступила в бій проти частин вермахту та СС. Під біло-синьо-червоними трисмуговими прапорами бійці одного з батальйонів дивізії в останній масовій штиковій атаці Другої світової війни в Європі вибили з празького аеродрому Рузине підрозділи дивізії "Das Reich ", біло-синьо-червоний та Андріївський прапори, нарівні з чехословацьким, використовувалися під час боїв за місто.

## Порівняння з іншими країнами та народами
Використання історичної символіки для позначення приналежності до національних формувань було у збройних силах нацистської Німеччини та окупованих нею країнах загальноприйнятим. До радянської символіки це, звичайно, не відносилося, білоемігранти і колабораціоністи (щодо їхньої національної приналежності) після десятків років ворожнечі по відношенню до радянської влади зберігали риси, властиві етносам, з яких вони вийшли, і використовували символіки та прапори, що підкреслюють це, у своїх національних формуваннях. (українських, білоруських, татарських, тюркських, азербайджанських, грузинських, вірменських та інших). Національні прапори німецьких країн-союзників та деяких окупованих німецькими військами країн Європи використовувалися німецькою владою при створенні схожих символів колабораціоністських формувань, зокрема це мало місце:
- У країнах Прибалтики: Литва, Латвія, Естонія.
- У країнах Західної Європи: Франція, Бельгія, Данія, Нідерланди, Норвегія і т. д. буд.
- У країнах Східної Європи: розчленованій Югославії (Сербія, Словенія, Хорватії), розчленованій Чехословаччини (Словаччина, Протекторат Богемії та Моравії).